# Martin Spanjers
Martin Spanjers est un acteur américain né le 2 février 1987 à Tucson, Arizona (États-Unis).

## Biographie
Martin Spanjers commence sa carrière en 1997 dans le film The Ride puis joue, en 1998, dans la série Les jumelles s'en mêlent. Il fait quelques apparitions dans des séries TV, notamment dans Malcolm  pour l'épisode pilote. 
De 2002 à 2005, on le retrouve dans la série Touche pas à mes filles où il joue le rôle de Rory Hennessy. Il fait une apparition dans la quatrième saison de l'émission de Grey's Anatomy lors du 3e épisode.

## Filmographie
- 1997 : The Ride
- 1998 : Les jumelles s'en mêlent (série)
- 2000 : Papa s'en mêle  (Daddio) (série télévisée)
- 2000 : Malcolm (1er épisode)
- 2002-2005 : Touche pas à mes filles (série)
- 2004 : Cold Case - Saison 4 épisode 1
- Grey's Anatomy
- 2007 : The Comebacks
- 2010 : Bonne Chance Charlie : Justin (Saison 1 épisode 17)
- 2015 : The Curse of Downers Grove